# Morti nel 1399
| Questa pagina contiene informazioni ricavate automaticamente dalle voci biografiche con l'ausilio del template Bio e di un bot. L'aggiornamento è periodico e automatico e ricostruisce completamente la pagina. Se manca una persona in questa lista, sei pregato di non aggiungerla, ma accertati piuttosto che la sua voce biografica contenga il template Bio e che i dati anagrafici siano correttamente compilati. Se il template Bio manca, inseriscilo tu stesso o, in alternativa, metti l'avviso {{tmp\|Bio}} che ne segnala la mancanza. Se i dati riportati sono sbagliati, correggi direttamente la voce biografica; le modifiche saranno visibili in questa lista entro pochi giorni. Per chiarimenti vedi il progetto biografie. La lista contiene solo le 38 persone che sono citate nell'enciclopedia e per le quali è stato implementato correttamente il template Bio. Pagina aggiornata al 26 giu 2025. |

- 4 gennaio - Nicolas Eymerich, teologo e religioso spagnolo (n. 1320)
- 2 febbraio - Guido II Gonzaga, nobile italiano (n. 1340)
- 3 febbraio - Giovanni Plantageneto, I duca di Lancaster, conte (n. 1340)
- 10 febbraio - Jean de Murol, cardinale e vescovo cattolico francese
- 28 febbraio - Margherita Malatesta, nobile italiana (n. 1370)
- 24 marzo - Margaret, duchessa di Norfolk, nobildonna britannica
- 6 aprile - Cristiano V di Oldenburg, conte (n. 1342)
- 28 maggio - Pedro Tenorio, arcivescovo cattolico spagnolo (n. 1328)
- 4 giugno - Francesco II della Ratta, nobile italiano (n. 1370)
- 20 giugno - Barquq, sultano
- 11 luglio - Enrico VIII il Coraggioso, nobile polacco
- 13 luglio - Peter Parler, architetto tedesco
- 17 luglio - Edvige di Polonia, regina ungherese (n. 1374)
- 19 luglio - Bonifacio Ammanati, cardinale italiano
- 12 agosto - Andrej di Polack, nobile lituano (n. 1325)
- 12 agosto - Demetrio I Staršij, nobile lituano
- 12 agosto - Spytek II di Melsztyn, nobile polacco
- 25 agosto - Guido del Palagio, politico, letterato e mercante italiano
- 26 agosto - Michail II di Tver', nobile russo (n. 1333)
- 22 settembre - Thomas de Mowbray, I duca di Norfolk, nobile inglese
- 27 settembre - Giovanni da Barbiano, condottiero italiano
- 5 ottobre - Raimondo da Capua, religioso italiano
- 5 ottobre - Silvestro dei Gherarducci, miniatore e pittore italiano (n. 1339)
- 18 ottobre - Canfrancesco della Scala, politico e militare italiano (n. 1385)
- 2 novembre - Giovanni V di Bretagna, sovrano francese (n. 1339)
- Bianco da Siena, religioso e poeta italiano
- Jacopo di Cione, pittore italiano (n. 1325)
- Martino da Gemona, giurista e vescovo cattolico italiano
- Giovanni Ordelaffi, condottiero italiano
- Nicola Peralta, nobile e militare italiano
- Francesco II Pico della Mirandola, condottiero e nobile italiano
- Tommaso Pusterla, vescovo cattolico italiano
- William le Scrope, I conte di Wiltshire, conte britannico (n. 1350)
- Gjin Bua Shpata, politico albanese
- Simone dei Crocifissi, pittore italiano
- Ubertino da Corleone, religioso, vescovo cattolico e diplomatico italiano
- Luchino Novello Visconti, condottiero italiano (n. 1346)
- Gentile III da Varano, condottiero e politico italiano